# Egmundella fasciculata
Egmundella fasciculata is een hydroïdpoliep uit de familie Campanulinidae. De poliep komt uit het geslacht Egmundella. Egmundella fasciculata werd in 1940 voor het eerst wetenschappelijk beschreven door Fraser. 